# マックス・レイザー
マックス・ブランドン・レイザー（ Max Brandon Lazar , 1999年6月3日 - ) は、アメリカ合衆国フロリダ州コーラルスプリングス出身のプロ野球選手（投手）。右投右打。MLBのフィラデルフィア・フィリーズ所属。

## 経歴

### プロ入りとブルワーズ傘下時代
2017年のMLBドラフト11巡目でミルウォーキー・ブルワーズから指名され、予定していたフロリダ・アトランティック大学への進学を取りやめて、プロ入り。同年にアリゾナリーグ・ブルワーズでプロデビューした。
2020年はCOVID-19の感染拡大のため、マイナーリーグは開催されなかった。
2021年にトミー・ジョン手術を受け、シーズンを全休した。
2023年オフにFAとなった。

### フィリーズ時代
2023年12月8日にフィラデルフィア・フィリーズとマイナー契約を結んだ。
2024年の前半は、AA級レディング・ファイティン・フィルズ、AAA級リーハイバレー・アイアンピッグスで過ごした。8月9日に初めて40人枠入りし、メジャー初昇格。翌日のアリゾナ・ダイヤモンドバックス戦でメジャーデビューした。